# 奥森方程
奥森方程（英語：Oseen equation）在流体力学中用于描述低雷诺数的不可压、黏性流动，由瑞典物理学家卡尔·威廉·奥森于1910年提出。与斯托克斯流相比，奥森方程部分考虑了纳维-斯托克斯方程中的惯性项。
假设物体以速度U在流体中流动，对于随物体运动的参考系而言，奥森方程可表示为
{\displaystyle {\begin{aligned}-\rho \mathbf {U} \cdot \nabla \mathbf {u} &=-\nabla p\,+\,\mu \nabla ^{2}\mathbf {u} ,\\\nabla \cdot \mathbf {u} &=0,\end{aligned}}}
其中
- u为流速扰动，
- p为压强，
- ρ为流体密度
- μ为流体黏度。